# Eupithecia guinardiaria
Eupithecia guinardiaria är en fjärilsart som beskrevs av Jean Baptiste Boisduval 1840. Eupithecia guinardiaria ingår i släktet Eupithecia och familjen mätare. Inga underarter finns listade i Catalogue of Life.